# Lars Björn
Lars Gunnar Raldo „Lasse“ Björn (* 16. Dezember 1931 in Stockholm; † 15. August 2024) war ein schwedischer Eishockeyspieler. Sein Enkelsohn Douglas Murray ist ebenfalls ein professioneller Eishockeyspieler.

## Karriere
Auf Vereinsebene spielte Lars Björn ausschließlich für Djurgårdens IF. Von 1949 bis 1966 trat er mit seiner Mannschaft in der Division 1, der damals höchsten schwedischen Spielklasse, an. In den Jahren 1950, 1954, 1955, 1958, 1959, 1960, 1961, 1962 und 1963 gewann er mit Djurgårdens IF jeweils den schwedischen Meistertitel.

### International
Für Schweden nahm Lars Björn an den Olympischen Winterspielen 1952 in Oslo sowie 1956 in Cortina d’Ampezzo und 1960 in Squaw Valley teil. Bei den Winterspielen 1952 gewann er mit seiner Mannschaft die Bronzemedaille. Als bestes europäisches Team wurde Schweden zudem Europameister. Zudem stand er im Aufgebot seines Landes bei den Weltmeisterschaften 1953, 1954, 1957 und 1958. Bei den Weltmeisterschaften 1954 und 1958 gewann er mit seiner Mannschaft jeweils die Bronze-, bei den Weltmeisterschaften 1953 und 1957 jeweils die Goldmedaille. Bei den Weltmeisterschaften 1953 und 1957 wurde er zudem mit Schweden Europameister.

## Erfolge und Auszeichnungen
| - 1950 Schwedischer Meister mit Djurgårdens IF - 1954 Schwedischer Meister mit Djurgårdens IF - 1955 Schwedischer Meister mit Djurgårdens IF - 1958 Schwedischer Meister mit Djurgårdens IF - 1959 Schwedischer Meister mit Djurgårdens IF - 1959 Schwedisches All-Star Team | - 1960 Schwedischer Meister mit Djurgårdens IF - 1960 Schwedisches All-Star Team - 1961 Schwedischer Meister mit Djurgårdens IF - 1962 Schwedischer Meister mit Djurgårdens IF - 1963 Schwedischer Meister mit Djurgårdens IF |

### International
| - 1952 Bronzemedaille bei den Olympischen Winterspielen - 1953 Goldmedaille bei der Weltmeisterschaft - 1954 Bronzemedaille bei der Weltmeisterschaft | - 1957 Goldmedaille bei der Weltmeisterschaft - 1958 Bronzemedaille bei der Weltmeisterschaft |